# Didymocantha sublineata
Didymocantha sublineata is een keversoort uit de familie van de boktorren (Cerambycidae). De wetenschappelijke naam van de soort werd voor het eerst geldig gepubliceerd in 1846 door White.